# Elke Eder-Hippler

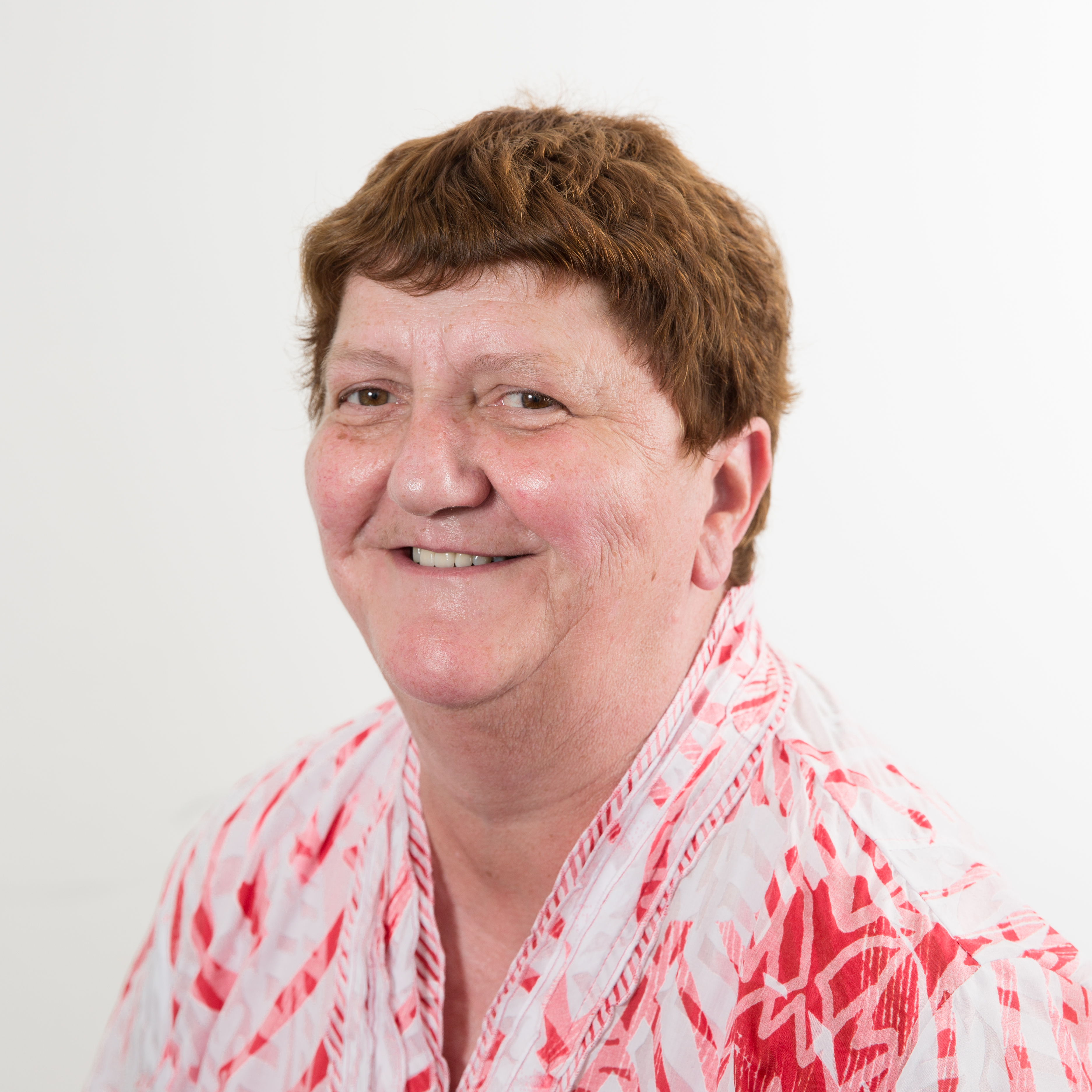
Elke Eder-Hippler (2017)

Elke Eder-Hippler (* 2. Dezember 1958 in Bruchhof-Sanddorf) ist deutsche Politikerin und Mitglied der SPD. Von 2009 bis 2022 war sie Abgeordnete im Landtag des Saarlandes.

## Ausbildung und Beruf
Von 1977 bis 1979 machte Eder-Hippler eine Ausbildung zur Verwaltungsangestellten bei der Stadt Homburg, bei der bis 1986 eine Weiterbeschäftigung erfolgte. Von 1986 bis 1988 machte sie eine Ausbildung zur Gewerkschaftssekretärin bei der ÖTV und wurde anschließend Geschäftsführerin der ÖTV-Kreisverwaltung Homburg – St. Ingbert. Von 2002 bis 2009 war Elke Eder-Hippler Ehrenamtliche Richterin am Verwaltungsgericht des Saarlandes.

## Partei
Seit 1977 ist Elke Eder-Hippler Mitglied der SPD. Von 1994 bis 2009 war sie für die SPD Mitglied im Stadtrat von Homburg. Bei der Landtagswahl im Saarland 2009 wurde Eder-Hippler im Wahlkreis Neunkirchen in den Landtag gewählt. Bei der Landtagswahl 2022 trat sie nicht mehr an.